# Бавинкел
Бавинкел (њем. Bawinkel) општина је у њемачкој савезној држави Доња Саксонија. Једно је од 60 општинских средишта округа Емсланд. Према процјени из 2010. у општини је живјело 2.385 становника. Посједује регионалну шифру (AGS) 3454002.

## Географски и демографски подаци
Бавинкел се налази у савезној држави Доња Саксонија у округу Емсланд. Општина се налази на надморској висини од 21 метра. Површина општине износи 20,4 km². У самом мјесту је, према процјени из 2010. године, живјело 2.385 становника. Просјечна густина становништва износи 117 становника/km².